# Temporada 1984-85 de los Detroit Pistons
La temporada 1984-85 fue la trigésimo séptima de los Pistons en la NBA, y la vigésimo octava en su localización de Detroit, Míchigan. La temporada regular acabaron con 46 victorias y 36 derrotas, ocupando la cuarta posición de la Conferencia Este, clasificándose para los playoffs, donde cayeron en semifinales de conferencia ante los Boston Celtics.

## Elecciones en elDraft
| Ronda | Puesto | Jugador       | Posición | Nacionalidad   | Universidad |
| ----- | ------ | ------------- | -------- | -------------- | ----------- |
| 1     | 20     | Tony Campbell | Alero    | Estados Unidos | Ohio State  |

## Temporada regular
| División Central      | División Central | División Central | División Central | División Central | División Central | División Central | División Central | División Central |
| Equipo                | G                | P                | %                | PD               | Casa             | Fuera            | Div              |                  |
| --------------------- | ---------------- | ---------------- | ---------------- | ---------------- | ---------------- | ---------------- | ---------------- | ---------------- |
| y-Milwaukee Bucks     | 59               | 23               | .720             | –                | 36–5             | 23–18            | 20–10            |                  |
| x-Detroit Pistons     | 46               | 36               | .561             | 13               | 26–15            | 20–21            | 21–8             |                  |
| x-Chicago Bulls       | 38               | 44               | .463             | 21               | 26–15            | 12–29            | 13–17            |                  |
| x-Cleveland Cavaliers | 36               | 46               | .439             | 23               | 20–21            | 16–25            | 13–16            |                  |
| Atlanta Hawks         | 34               | 48               | .415             | 25               | 19–22            | 15–26            | 15–15            |                  |
| Indiana Pacers        | 22               | 60               | .268             | 37               | 16–25            | 6–35             | 7–23             |                  |

## Playoffs

### Primera ronda
Detroit Pistons vs. New Jersey Nets 
| Fecha       | Partido                                  | Ciudad          |
| ----------- | ---------------------------------------- | --------------- |
| 18 de abril | Detroit Pistons 125, New Jersey Nets 105 | Detroit         |
| 21 de abril | Detroit Pistons 121, New Jersey Nets 111 | Detroit         |
| 24 de abril | New Jersey Nets 115, Detroit Pistons 116 | East Rutherford |
|             | Detroit Pistons gana las series 3-0      |                 |

### Semifinales de Conferencia
Boston Celtics vs. Detroit Pistons 
| Fecha       | Partido                                 | Ciudad  |
| ----------- | --------------------------------------- | ------- |
| 28 de abril | Boston Celtics 133, Detroit Pistons 99  | Boston  |
| 30 de abril | Boston Celtics 121, Detroit Pistons 114 | Boston  |
| 2 de mayo   | Detroit Pistons 125, Boston Celtics 117 | Detroit |
| 4 de mayo   | Detroit Pistons 102, Boston Celtics 99  | Detroit |
| 8 de mayo   | Boston Celtics 130, Detroit Pistons 123 | Boston  |
| 10 de mayo  | Detroit Pistons 113, Boston Celtics 123 | Detroit |
|             | Boston Celtics gana las series 4-2      |         |

## Estadísticas
| Rk | Jugador         | Edad | P  | PT | MP   | TC  | TCI  | %TC  | T3  | T3I | %T3  | TL  | TLI | %TL   | RO  | RD  | RT   | AS   | RB  | TAP | BP  | FP  | PTS  |
| -- | --------------- | ---- | -- | -- | ---- | --- | ---- | ---- | --- | --- | ---- | --- | --- | ----- | --- | --- | ---- | ---- | --- | --- | --- | --- | ---- |
| 1  | Isiah Thomas    | 23   | 81 | 81 | 38.1 | 8.0 | 17.4 | .458 | 0.4 | 1.4 | .257 | 4.9 | 6.1 | .809  | 1.4 | 3.0 | 4.5  | 13.9 | 2.3 | 0.3 | 3.7 | 3.6 | 21.2 |
| 2  | Bill Laimbeer   | 27   | 82 | 82 | 35.3 | 7.3 | 14.4 | .506 | 0.0 | 0.2 | .222 | 3.0 | 3.7 | .797  | 3.6 | 8.8 | 12.4 | 1.9  | 0.8 | 0.9 | 1.6 | 3.8 | 17.5 |
| 3  | Kelly Tripucka  | 25   | 55 | 43 | 30.5 | 7.2 | 15.1 | .477 | 0.0 | 0.1 | .400 | 4.6 | 5.2 | .885  | 1.2 | 2.8 | 4.0  | 2.5  | 0.9 | 0.3 | 2.1 | 2.1 | 19.1 |
| 4  | John Long       | 28   | 66 | 55 | 27.6 | 6.5 | 13.4 | .487 | 0.1 | 0.2 | .333 | 1.6 | 1.9 | .862  | 1.2 | 1.7 | 2.9  | 2.0  | 1.1 | 0.2 | 1.5 | 2.1 | 14.7 |
| 5  | Dan Roundfield  | 31   | 56 | 43 | 26.6 | 4.2 | 9.0  | .467 | 0.0 | 0.0 | .000 | 2.5 | 3.2 | .781  | 3.1 | 5.0 | 8.1  | 1.8  | 0.5 | 1.0 | 2.2 | 2.6 | 10.9 |
| 6  | Vinnie Johnson  | 28   | 82 | 16 | 25.5 | 5.2 | 11.5 | .454 | 0.1 | 0.3 | .185 | 2.3 | 3.0 | .769  | 1.6 | 1.4 | 3.1  | 4.0  | 0.9 | 0.2 | 1.6 | 2.5 | 12.8 |
| 7  | Terry Tyler     | 28   | 82 | 53 | 24.4 | 5.1 | 10.4 | .494 | 0.0 | 0.1 | .000 | 1.3 | 1.8 | .716  | 1.8 | 3.4 | 5.2  | 0.8  | 0.6 | 1.1 | 0.9 | 2.3 | 11.6 |
| 8  | Earl Cureton    | 27   | 81 | 1  | 20.3 | 2.6 | 5.3  | .484 | 0.0 | 0.0 | .000 | 1.0 | 1.8 | .569  | 2.1 | 3.1 | 5.2  | 1.0  | 0.7 | 0.5 | 1.4 | 2.7 | 6.1  |
| 9  | Kent Benson     | 30   | 72 | 35 | 19.5 | 2.8 | 5.5  | .506 | 0.0 | 0.0 | .000 | 1.1 | 1.3 | .809  | 1.4 | 3.1 | 4.5  | 1.3  | 0.7 | 0.6 | 0.9 | 2.9 | 6.6  |
| 10 | David Thirdkill | 24   | 10 | 1  | 11.5 | 1.2 | 2.3  | .522 | 0.0 | 0.1 | .000 | 0.5 | 1.1 | .455  | 0.4 | 0.4 | 0.8  | 0.1  | 0.3 | 0.2 | 1.2 | 1.6 | 2.9  |
| 11 | Tony Campbell   | 22   | 56 | 0  | 11.2 | 2.3 | 4.7  | .496 | 0.0 | 0.0 | .000 | 1.0 | 1.3 | .800  | 0.7 | 0.9 | 1.6  | 0.4  | 0.5 | 0.1 | 1.2 | 1.9 | 5.6  |
| 12 | Brook Steppe    | 25   | 54 | 0  | 9.0  | 1.5 | 3.3  | .466 | 0.0 | 0.0 | .000 | 1.6 | 1.9 | .837  | 0.5 | 0.6 | 1.1  | 0.7  | 0.3 | 0.1 | 0.8 | 1.1 | 4.7  |
| 13 | Major Jones     | 31   | 47 | 0  | 8.9  | 1.0 | 1.9  | .552 | 0.0 | 0.0 |      | 0.7 | 1.1 | .647  | 1.0 | 1.7 | 2.7  | 0.3  | 0.2 | 0.3 | 0.7 | 1.2 | 2.7  |
| 14 | Lorenzo Romar   | 26   | 5  | 0  | 7.0  | 0.4 | 1.6  | .250 | 0.0 | 0.4 | .000 | 1.0 | 1.0 | 1.000 | 0.0 | 0.0 | 0.0  | 2.0  | 0.8 | 0.0 | 1.0 | 1.0 | 1.8  |
| 15 | Sidney Lowe     | 25   | 6  | 0  | 5.2  | 0.3 | 1.2  | .286 | 0.0 | 0.0 |      | 0.0 | 0.0 |       | 0.0 | 0.2 | 0.2  | 1.3  | 0.0 | 0.0 | 0.3 | 0.8 | 0.7  |
| 16 | Dale Wilkinson  | 24   | 2  | 0  | 3.5  | 0.0 | 1.0  | .000 | 0.0 | 0.0 |      | 0.0 | 0.0 |       | 0.0 | 0.5 | 0.5  | 0.0  | 0.0 | 0.0 | 0.0 | 1.0 | 0.0  |
| 17 | Terry Teagle    | 24   | 2  | 0  | 2.5  | 0.5 | 1.0  | .500 | 0.0 | 0.0 |      | 0.0 | 0.0 |       | 0.0 | 0.0 | 0.0  | 0.0  | 0.0 | 0.0 | 0.5 | 1.0 | 1.0  |

## Galardones y récords
| Jugador       | Galardón                          |
| Isiah Thomas  | Mejor quinteto de la NBA All-Star |
| Bill Laimbeer | All-Star                          |